# Petki János
Petki János (1572 – Brassó, 1612. október 26.) erdélyi kancellár, 1605-től 1612-ig az Erdélyi fejedelmi tanács (1605–1612) tagja, I. Apafi Mihály erdélyi fejedelem anyai nagyapja.

## Életpályája
Sárospatakon tanult 1584-85-ben, ezután Báthory Boldizsár udvarába került, s feltehetőleg Báthory kivégzéséig szolgált ott. Később a fejedelmi udvarnál állt szolgálatban, Mária Krisztierna mint aulae familiarisának (udvarnokának) rendeli neki 1598. június 23-án, hogy „annyi számú lovaggal, az mennyire innet udvartúl fizetésed jár, minden okvetlen jó szerrel Szászsebes táján Lankereknél táborba szálj.” 
Báthory András fejedelem alatt részt vett a sellenberki csatában, ahonnan Görgény felé menekült apósával, Kornis Farkassal. 1600-ban Segesvárt majdnem fogságba kerültek; ekkor Mihály vajda magának foglalta le javait. Tagja volt annak a követségnek, amelyet a kolozsvári országgyűlés 1601 elején Báthory Zsigmond visszahozására Moldvába küldött. Ugyanebben az évben Báthory megbízásából titkos küldetésbe Lengyelországba utazott. 1602-ben Prágában is járt követségben, majd Báthorynak lemondása után tagja volt annak a követségnek, amelyet 1603 elején a gyulafehérvári országgyűlés Rudolf császárhoz küldött, hogy Erdély hódolatát megvigye.
1604. december 19. körül udvarhelyszéki kapitánynak nevezték ki. 1605-ben Bocskai István pártjára állt. 1606-ban Bocskai a székelyek generálisává nevezte ki, ekkor a székely sereggel Gyulaffy fővezér táborához csatlakozott. Gyulaffy megbetegedése után ideiglenes fővezérként szolgált, majd az új fővezér Bogáthy Menyhérttel együtt Segesvár ostromára ment. Bocskai alatt a fejedelmi tanács tagja volt. Jelentős szerepet játszott Rákóczi Zsigmond fejedelemmé választásában. Rákóczi kancellárnak nevezte ki, és több birtokkal jutalmazta.
1608. március 31-én, Báthory Gábor fejedelem beiktatási ünnepén, egészségi okokra hivatkozva lemondott kancellári tisztségéről. Báthory nem kedvelte Petkit, és hogy távolt tartsa, uralkodása első évében háromszor is követségbe küldte Moldvába. Távolléte alatt Udvarhelyszék felzúdult ellene; Báthory a panaszok következtében ideiglenesen felfüggesztette a főkapitányi tisztségből, később véglegesen másra bízta Udvarhelyszék igazgatását. 1610 után Doboka megye főispánjaként szerepelt. Az év nyarán a török portára ment követségbe. 1611 nyarán szembefordult Báthory Gáborral és a II. Mátyás szolgálatában az erdélyi szászok segítségére induló Forgách Zsigmondhoz csatlakozott, ezért a fejedelem az 1612 májusi országgyűlésen jószágvesztésre ítéltette. Élete végén Brassóba húzódott vissza.
Nagy tekintélye és befolyása volt Erdélyben. Szoros baráti kapcsolat fűzte Káthay Mihályhoz és Péchi Simonhoz. Művelt, a tudományokat és az irodalmat pártoló főúr volt, verseket is írt. Bethlen Farkas történetíró kiváló szónoknak és a latin nyelv tökéletes ismerőjének festi.

## Házassága, gyermekei
Kornis Farkas leányával, Kornis Katalinnal (1581 körül – 1637) kötött házasságából négy gyermeke született:
- Ilona (?–?) Mikó Ferenchez ment férjhez
- Zsuzsanna (?–?) Gávai Péter felesége lett
- Borbála (?–1660) apagynagyfalvai Apafi György Küküllő vármegyei főispánhoz (1588–1635) ment férjhez; ebből a házasságból született 1632-ben a későbbi I. Apafi Mihály erdélyi fejedelem
- Ferenc (?–1633) Doboka vármegye főispánja lett, Kovacsóczy Katalint vette feleségül

## Művei
- Az Virtusnak és Volvptasnak egy massal valo vetekedesek, kit az Erdelyi Nemes Iffiaknak tanusagara, most fordítottak Magyarul Silius Italicusbol. Kolozsvár, 1610.
- Az unitariusoknak 1627 és 1630 közt kiadott Zsoltáros könyvében van egy jeremiádja.
- Sötét ködbül alig tisztult… (Kétes hitelű)
- Játszik az szerencse…